# Margaritone d’Arezzo

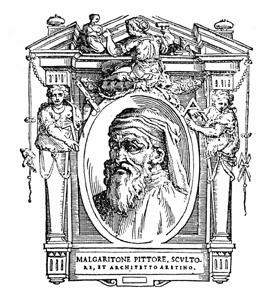
Margaritone d’Arezzo, Holzschnitt aus den Vite von Giorgio Vasari, Ausgabe 1568

Margaritone d’Arezzo (* ca. 1240–1290) (eigentlich Margarito) war ein italienischer Maler, Bildhauer und Architekt des Dugento, vielleicht der bedeutendste der Aretiner Kunst in der 2. Hälfte des 13. Jahrhunderts. Es ist nur ein kleiner Teil seiner Werke überliefert.

## Biografie
Es gibt nur drei Quellen für seine Existenz: Ein Dokument von 1262, das Kapitel Margaritone d’Arezzo in den Vite von Giorgio Vasari, und seine Werke, die er im Gegensatz zu den Gepflogenheiten seiner Zeit immer signierte.
Nach einer Hypothese von Roberto Longhi hat er schon in der ersten Hälfte des Jahrhunderts gearbeitet. Vasari schreibt dagegen in den Vite, er sei erst nach 1260 nachweisbar, jedenfalls ein geschätzter Künstler im Umkreis von Arezzo gewesen.

## Werke
In Ancona wirkte Margaritone als Bildhauer und Architekt. Schon Vasari schreibt ihm den Palazzo degli Anziani einschließlich der Basreliefs der Fassade zu.
Auch die Kuppel des Doms von Ancona wurde ihm zugeschrieben, aber die Hypothese wird heute in Zweifel gezogen.

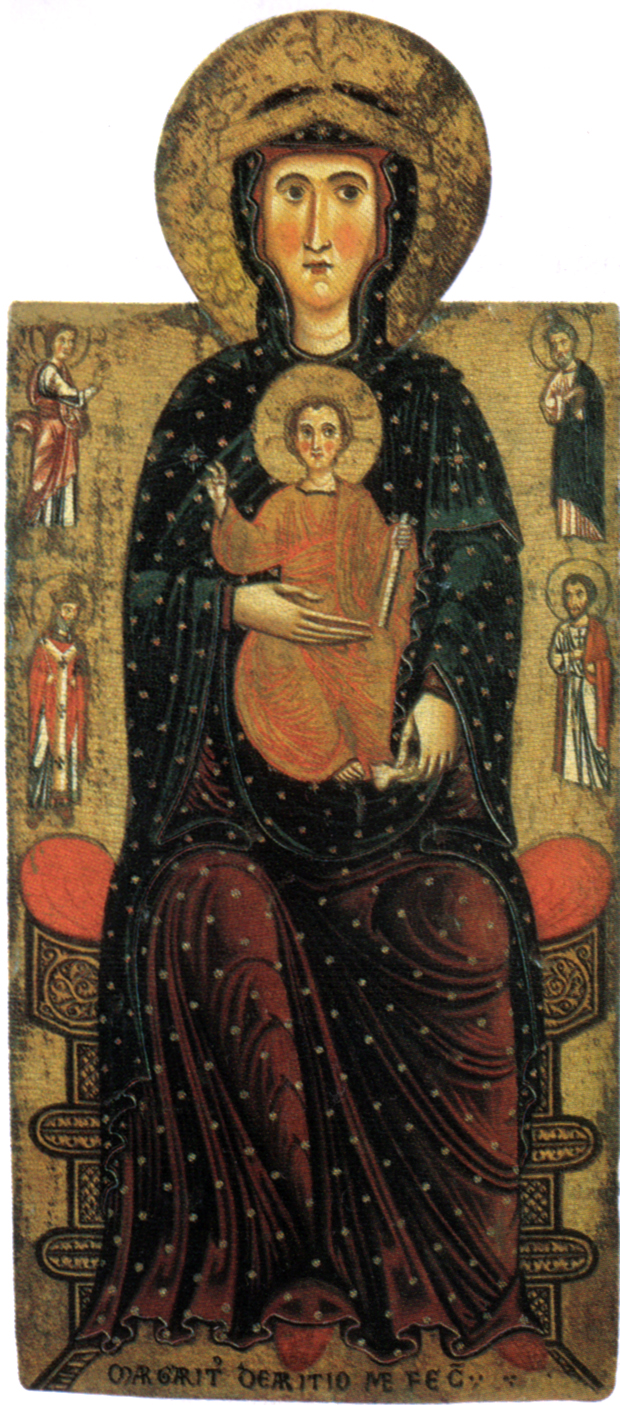
Margaritone d’Arezzo: Madonna col Bambino, Tafelbild, um 1250, 57 × 127 cm, aus der Kirche Santa Maria a Montelungo (Museo statale d’arte medievale e moderna, Arezzo)

Die Madonna mit Kind aus der Kirche Santa Maria a Montelungo (1250?) ist eines seiner charakteristischen Bilder abseits des Mainstreams seiner Zeit, mit deutlich archaischen, byzantinischen Zügen. Am unteren Rand erkennt man die Signatur  MARGARIT° DE ARITIO ME FEC[IT].

## Bildergalerie

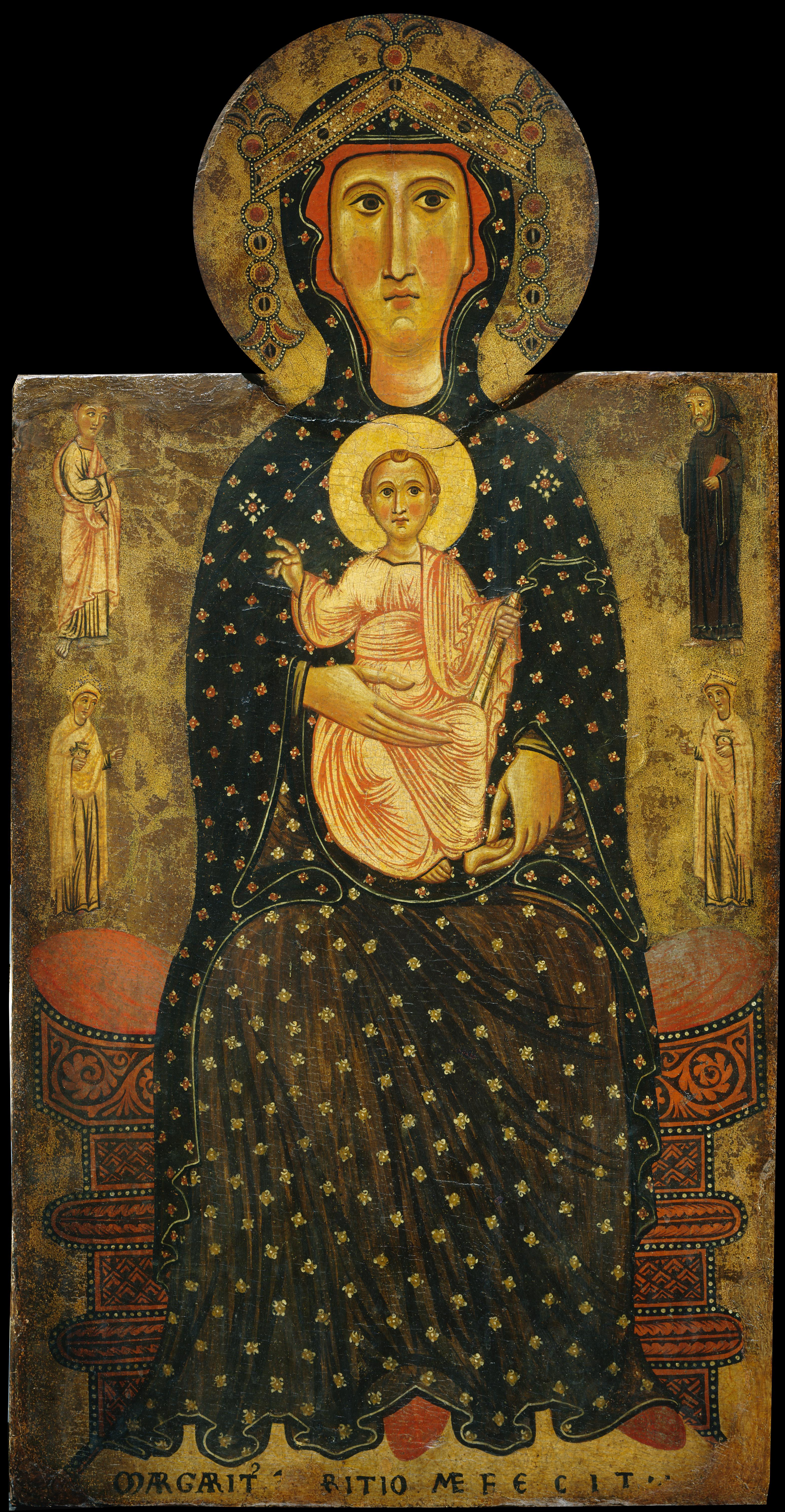
Madonna col Bambino, National Gallery of Art, Washington
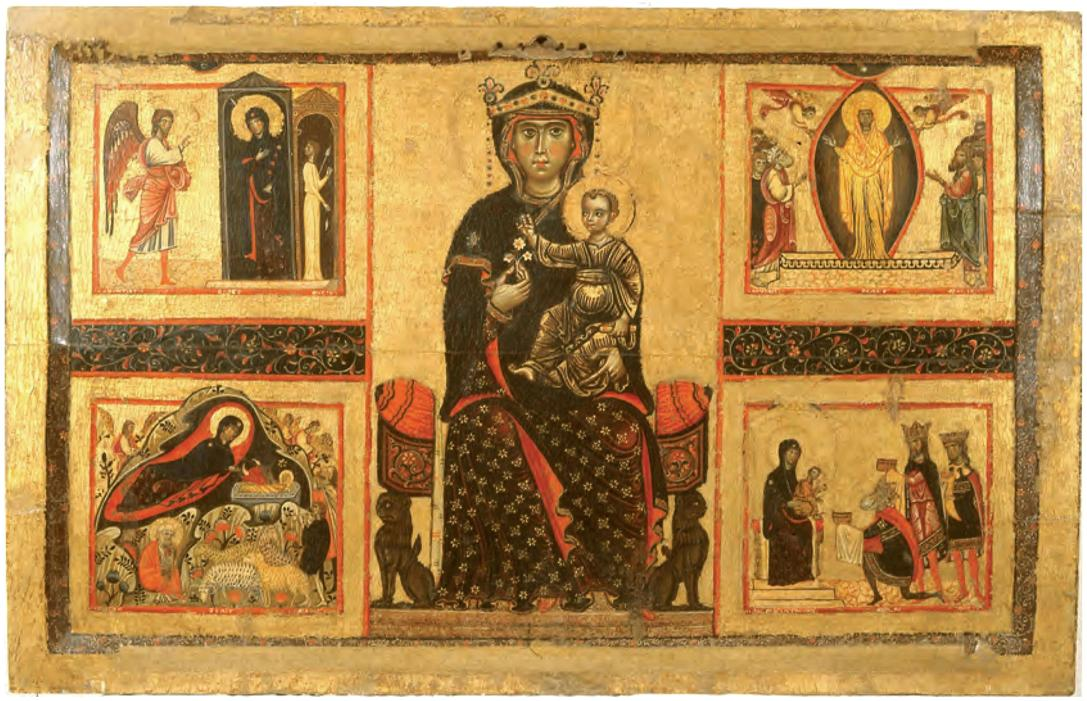
Madonna col bambino und vier Episoden aus dem Leben der Jungfrau
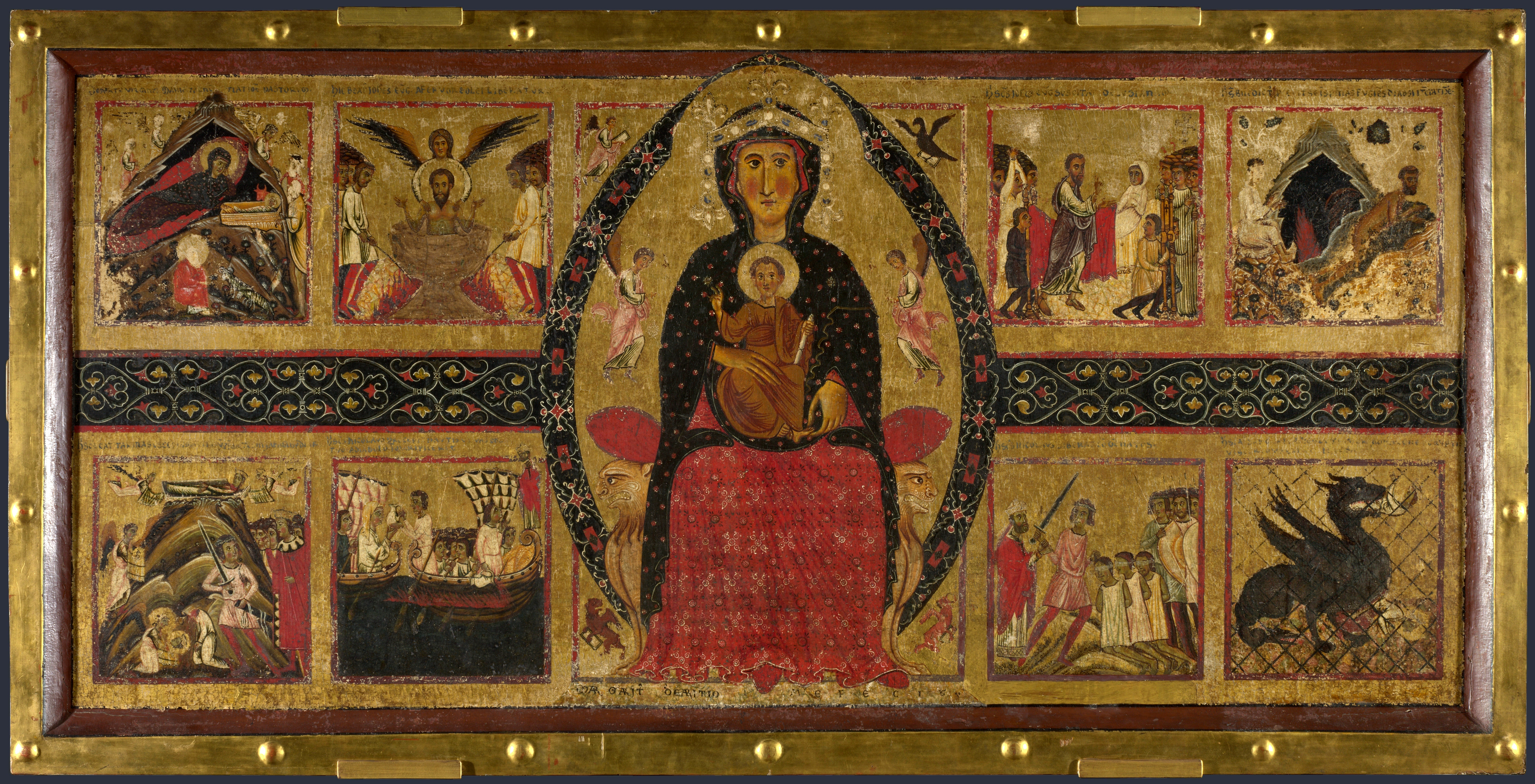
Madonna con bambino in trono National Gallery of Art, London
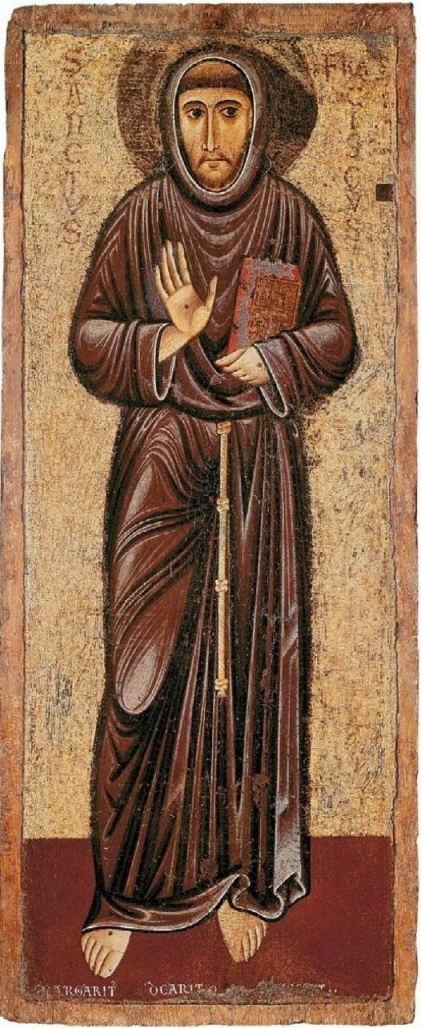
Hl. Franziskus von Assisi, Musei Vaticani
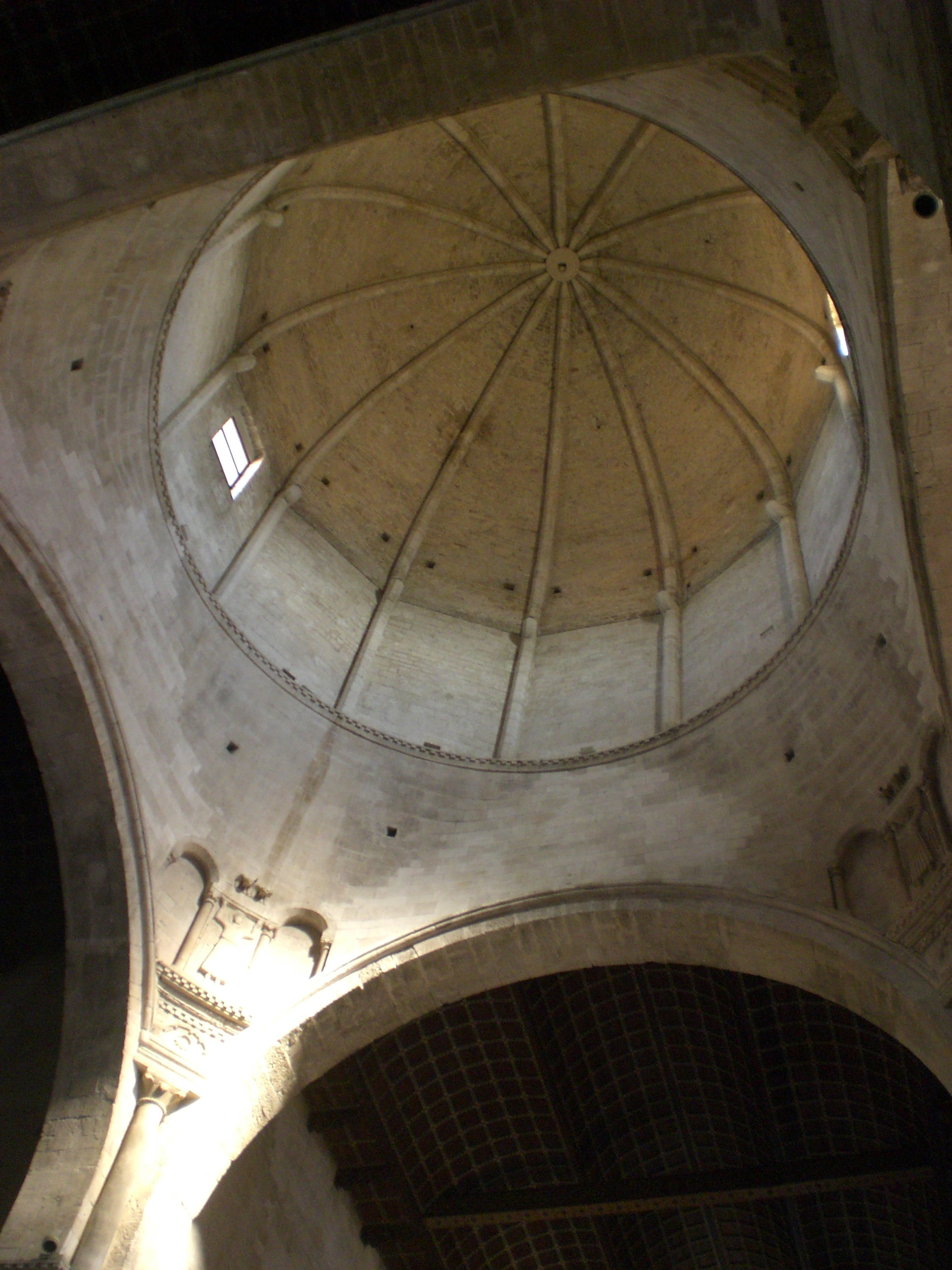
Kuppel (13. Jahrhundert) des Doms San Ciriaco (10.–12. Jahrhundert)
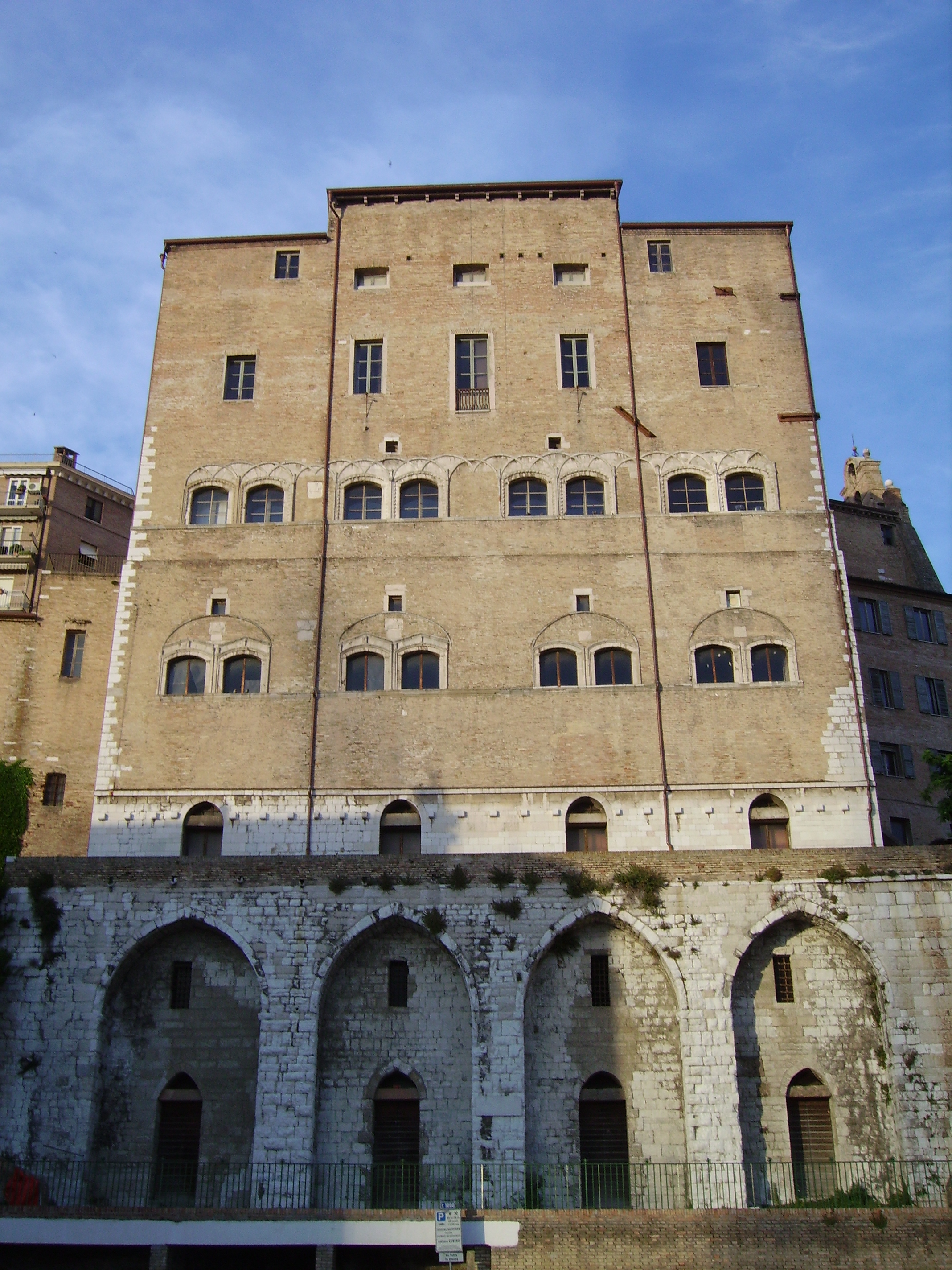
Fassade des Palazzo degli Anziani (Ancona) , um 1270